# Портрет Ивана Андреевича Аргамакова
«Портрет Ивана Андреевича Аргамакова» — картина Джорджа Доу и его мастерской из Военной галереи Зимнего дворца.
Картина представляет собой погрудный портрет генерал-майора Ивана Андреевича Аргамакова из состава Военной галереи Зимнего дворца.
Во время Отечественной войны 1812 года полковник Аргамаков был шефом Житомирского драгунского полка, состоял в 3-й Обсервационной армии и блокировал австро-саксонские войска в Волынской губернии, отличился при разгроме отряда польского генерала Ф. К. Коссецкого и далее в рядах 3-й Западной армии был в сражении на Березине. Во время Заграничных походов сражался в Пруссии и за отличие был произведён в генерал-майоры.
Изображён в генеральском мундире, который для кавалерийских офицеров был введён 6 апреля 1814 года, на плечи наброшена шинель. Слева на груди звезда ордена Св. Анны 1-й степени; на шее крест ордена Св. Анны 2-й степени, который изображён ошибочно, на его месте должен был находиться крест ордена Св. Владимира 3-й степени; ниже, из-под борта мундира выступает крест ордена Св. Иоанна Иерусалимского; справа на груди крест ордена Св. Георгия 4-й степени, серебряная медаль «В память Отечественной войны 1812 года» на Андреевской ленте, из-под шинели видна шитая звезда ордена Св. Иоанна Иерусалимского. Подпись на раме: И. А. Аргамаковъ 2й, Генералъ Маiоръ.
7 августа 1820 года Комитетом Главного Штаба по аттестации Аргамаков был включён в список «генералов, заслуживающих быть написанными в галерею» и 11 января 1822 года император Александр I повелел написать его портрет. Поскольку И. А. Аргамаков умер весной 1821 года, то Инспекторским департаментом Военного министерства были предприняты меры для разыскания портрета-прототипа для переработки его в формат Военной галереи. Судя по тому что портрет был Доу написан, исходная работа была найдена, однако современным исследователям она остаётся неизвестной. Гонорар за работу Доу был выплачен 13 марта 1823 года и 10 августа 1825 года, готовый портрет был принят в Эрмитаж 7 сентября 1825 года.
А. И. Михайловский-Данилевский при публикации своего фундаментального труда «Александр I и его сподвижники» перепутал портреты И. А. Аргамакова и И. В. Аргамакова, эта ошибка распространилась на многие последующие публикации портретов этих двух генералов. Эта же ошибка утвердилась и в самом Эрмитаже: И. В. Аргамаков назывался в документах и послужных списках Аргамаковым 1-м, соответственно И. А. Аргамаков писался Аргамаковым 2-м, однако после смерти Ивана Васильевича его номер 1-й автоматически перешёл к Ивану Андреевичу, несмотря на то, что тот скончался гораздо раньше. Окончательно путаница с портретами была устранена в 2001 году А. В. Кибовским, который произвёл анализ биографических фактов и наград обоих генералов и произвёл переатрибуцию портретов.